# Barlahida
Barlahida là một thị trấn thuộc hạt Zala, Hungary. Thị trấn này có diện tích 6,1 km², dân số năm 2010 là 128 người, mật độ 21 người/km².